# Live in Tokyo (альбом Мэриэн Макпартлэнд)
Live in Tokyo — концертный альбом британо-американской джазовой пианистки Мэриэн Макпартлэнд, выпущенный в 1976 году на лейбле Trio Records в Японии. В некоторых треках к Макпартлэнд присоединяется пианист Хэнк Джонс.

## Отзывы критиков
| Оценки критиков | Оценки критиков |
| Источник        | Оценка          |
| --------------- | --------------- |
| AllMusic        | [ 2 ]           |

Кен Драйден в обзоре для AllMusic написал: «Макпартлэнд всегда обладала талантом к написанию баллад, и её оригинальная композиция „Time and Time Again“ не стала исключением. […] Её следующее выступление начинается с игривого вступления, которое быстро сменяется зажигательным исполнением Дюка Эллингтона „Rockin' in Rhythm“. Японская баллада „Kojyo No Tsuki“ не знакома большинству поклонников джаза […] Макпартленд исполняет эту горько-сладкую мелодию в потрясающей аранжировке, и публика явно в восторге от её интерпретации. После трио-попурри из любимых песен Гершвина, Хэнк Джонс присоединяется к ней для исполнения трёх фортепианных дуэтов, включая нежную „Easy to Love“, мерцающую вальсовую обработку „Prelude to a Kiss“, и, наконец, свободную „Yardbird Suite“».

## Список композиций
1. «Time & Time Again» (Мэриэн Макпартлэнд) — 3:47
2. «Rockin’ in Rhythm» (Гарри Карни, Дюк Эллингтон, Ирвинг Миллс) — 4:25
3. «Kojyo no tsuki» — 5:24
4. Gershwin Medley: «A Foggy Day / Someone to Watch Over Me / Fascinating Rhythm» (Джордж Гершвин, Айра Гершвин) — 7:10
5. «Easy to Love» (Коул Портер) — 9:27
6. «Prelude to a Kiss» (Дюк Эллингтон, Ирвинг Гордон, Ирвинг Миллс) — 8:07
7. «Yardbird Suite» (Чарли Паркер) — 5:05

## Участники записи
- Мэриэн Макпартлэнд — фортепиано
- Хэнк Джонс — фортепиано (треки 5—7)
- Кунио Араи — звукорежиссёр, запись, сведение
- Такао Исидзука — продюсер

Все данные взяты из примечаний к альбому.